# Chorinaeus scitulus
Chorinaeus scitulus là một loài tò vò trong họ Ichneumonidae.